# Scrobipalpa selectella
Scrobipalpa selectella is een vlinder uit de familie van de Tastermotten (Gelechiidae). De soort is voor het eerst wetenschappelijk beschreven als Gelechia selectella door Aristide Caradja in een publicatie uit 1920.
De soort komt voor in Oekraïne, Rusland, Albanië en Turkije.